# Élivágar
Élivágar (altnordisch „die von Schneestürmen gepeitschten Wellen“: aus él, „Unwetter“, „Schneesturm“, und vágar, „Wellen“) ist laut Snorri Sturluson in der Gylfaginning eine Sammelbezeichnung für mehrere Flüsse, die ihren Ursprung in Hvergelmir haben und durch Niflheim (Niflheimr) in der Unterwelt fließen. In der Skáldskaparmál 17 scheint Élivágar jedoch der Name eines einzigen Flusses zu sein, der die Grenze zwischen Jötunheim (Jǫtunheimr) und Asgard (Ásgarðr) bildet. Élivágar wird auch an zwei Stellen in der Lieder-Edda erwähnt, aber was genau mit dem Begriff gemeint ist, bleibt unklar. In der Hymiskviða wird gesagt, dass der Riese Hymir „östlich der Élivágar am Ende des Himmels“ (at himinsenda) wohnte. Hier bezieht sich der Begriff wahrscheinlich auf das nördliche Eismeer, das sich am äußersten Rand des Himmels befindet.

### Gylfaginning
In der Gylfaginning, Kapitel 4, in der Snorra-Edda, werden die Namen von elf Flüssen genannt, die im fünften Kapitel als Élivágar bezeichnet werden:

„Viele Zeitalter bevor die Erde erschaffen wurde, entstand Niflheim, und in der Mitte dieser Welt liegt ein Brunnen namens Hvergelmir, und aus ihm fließen die Flüsse, deren Namen sind: Swöl und Gunnthra, Fjörm und Fimbulthul, Slidur und Hrid, Sylg und Ylg, Wid und Leipt, und schließlich Gjöll, am nächsten zu Helgrinden.“

Die Namen hat Snorri aus den Fluss-Þulur der Grímnismál 26–28 übernommen, die jedoch Élivágar nicht erwähnen. Die Frage ist, warum Snorri gerade diese Flüsse mit diesem Namen identifiziert. Laut Eyvind Fjeld Halvorsen ist es hier „schwierig, zwischen dem zu unterscheiden, was auf alte Tradition beruht, und dem, was Snorris oder anderer gelehrter Mythologen Versuchen zugeschrieben werden kann, System und Ordnung in die fragmentarischen und unklaren Vorstellungen der Eddalieder über das Weltall zu bringen.“ Eine plausible Vermutung ist, dass viele von Snorris mythologischen Aussagen auf dem beruhen, was er selbst in der Schule gelernt hat. Dafür spricht, dass er oft von Namensaufzählungen ausgeht (wie die elf Flussnamen oben), die auf Þulur basieren, die vermutlich laut Finnur Jónsson als Gedächtnishilfen im Unterricht verwendet wurden.
Die Élivágar waren laut Snorri entscheidend für die Entstehung des Lebens:

„Die Flüsse, die du kennst, die Élivágar genannt werden, als sie so weit von ihren Quellen entfernt waren, dass der Giftfluss (eitrkvikja) im Wasser erstarrte wie die Schlacke, die aus dem Schmelzofen fließt, da wurde er zu Eis, und als das Eis anhielt und nicht mehr fließen konnte, bildete sich darüber Frosttau, sodass die Dämpfe vom Gift zu Reif gefroren, und die eine Schicht Reif legte sich auf die andere und wuchs unten im Ginnungagap. [...] Der Teil des Ginnungagap, der nach Norden wies, füllte sich mit der Masse und dem Gewicht der Eis- und Reifschichten, und von innen kam Dunst und stinkender Dampf, während der südliche Teil des Ginnungagap im Gegensatz dazu leichter in der Luft wurde durch die Funken und Flammen, die aus Muspellsheim flogen. [...] So wie Kälte von Niflheim kam, wodurch alles mit Reif bedeckt war, war alles in der Nähe von Muspell heiß und leuchtend, aber Ginnungagap selbst war so still wie windlose Luft. Als nun der Hauch der Hitze die Reifmasse traf, schmolz diese und tropfte – und aus diesen lebendigen Tropfen erwachte Leben durch die Kraft derer, die die Hitze sandten, und es wurde zu einer menschenähnlichen Gestalt. Das Wesen wurde Ymir genannt, aber die Hrimthursen nennen ihn Aurgelmir, und von ihm stammen die Geschlechter der Hrimthursen.“

Die Übersetzung stammt von Åke Ohlmarks. Das kursivierte Wort eitrkvikja, das hier als „Giftfluss“ übersetzt wurde, wird als Metapher für Kälte angesehen. Björn Collinder sowie Karl G. Johansson und Mats Malm geben stattdessen die Übersetzung „der eisige Fluss“ an. In einem Kommentar erklären Johansson und Malm, dass, obwohl eitrkvikja wörtlich „Giftfluss“ bedeutet, es manchmal für „Eiseskälte“ verwendet wird.

### Vafþrúðnismál
Snorris Schilderung, wie Ymir erschaffen wurde, basiert wahrscheinlich nur auf Strophe 31 in der Vafþrúðnismál. Es ist der Riese Vafþrúðnir, der spricht (übersetzt):
| Aus Élivágar fielen Ettertropfen, wuchsen zu einem gewaltigen Riesen; dort haben unsere Geschlechter alle ihren Ursprung, böse, eisig grausame. | Ettertropfen spritzten aus Élivágar, sie wuchsen und wurden zu einem Riesen; daraus kamen alle unsere Geschlechter, deshalb sind unsere Geschlechter so schlimm. | Ór Élivǫ́gum stukku ęitrdropar, svá óx unz ór varð jǫtunn; órar ættir kómu þar allar saman; því’s þat æ alt til atalt. |  |

Das Etter in diesen „Ettertropfen“ wird ebenfalls als Hinweis auf die Kälte angesehen, die wie ein lähmendes Gift wirkt. „Das Bild von der Entstehung des Ur-Riesen aus an den Strand gespültem, gefrorenem und allmählich wachsendem Meerschaum dürfte auf Beobachtungen am Nordatlantik im Winter zurückgehen“, vermutet Åke Ohlmarks.
Die durchdringende Eiseskälte in den Flüssen der Urzeit wird in den Eddaliedern auch durch andere Bilder angedeutet. In der Völuspá 36 wird die Kälte durch schneidende Messer symbolisiert, die im Eisfluss Slidur wirbeln, während es im Fluss Geirwimull, dem Namen nach zu urteilen, um scharfe Speere geht.
Man kann feststellen, dass die Élivágar laut Snorri das eigentliche „Urelement“ im Kosmos der Mythologie ist. Aus den Élivágar wurde Ymir erschaffen, aber aus Ymirs zerrissenem Körper entstand der Rest der Welt. Der Mythenforscher John Lindow interpretiert die Élivágar als den ersten festen Punkt (fixed point) des Universums, der sogar Ginnungagap vorausging.

### Skáldskaparmál
In der Skáldskaparmál 17 wird von dem Besuch der Völva Gróa bei Thor erzählt. Während eines Zweikampfs mit dem Riesen Hrungnir hatte er einen Schleifsteinsplitter in den Schädel bekommen, wo er sich festgesetzt hatte. Gróa versuchte nun, ihn durch das Singen von Galstern zu entfernen. Als Thor bemerkte, dass der Splitter sich zu lösen begann, wurde er guter Laune. Er erzählte Gróa, dass ihr Mann Aurvandill, den sie für tot gehalten hatte, noch lebte und bald zu Hause sein würde.

„Er erzählte ihr, dass er von Norden her über Élivágar gewatet sei und dabei Aurvandill in einem Korb auf seinem Rücken von Jötunheim getragen habe.“

Hier ist deutlich, dass mit Élivágar das Grenzwasser zwischen der Asgard und Jötunheim gemeint ist. Dieses Grenzwasser wird gewöhnlich als eine schmale Meerenge im Hárbarðslióð oder als der reißende Fluss Vimur in den Þórsdrápa und in der Húsdrápa, oder Ifing in der Vafþrúðnismál dargestellt.

### Hymiskviða
Élivágar wird nur an zwei Stellen in der Lieder-Edda erwähnt. Abgesehen von Vafþrúðnismál 31, wo wir erfahren, wie Ymir erschaffen wurde, gibt es eine kurze Erwähnung in der Hymiskviða 5.
| Im Osten wohnt jenseits von Élivágar der hundsweise Hymir am Ende des Himmels. | Dort wohnt östlich von Élivágar der weise Hymir am Ende des Himmels. | Býr fyrir austan Élivága hundvíss Hymir at himins ęnda. |  |

Hundvíss („sehr klug“) ist ein Wort, das fast ausschließlich für Riesen verwendet wird. Da Hymir in Jötunheim wohnte, sollte Élivágar auch hier als ein Grenzwasser verstanden werden. Der Ausdruck „am Ende des Himmels“ kann als „am äußersten Rand der Erde“ interpretiert werden.
Eine gängige Interpretation ist, dass „Élivágar“ in dieser Strophe ziemlich nahe an die vermutete ursprüngliche Bedeutung des Begriffs herankommt. Wahrscheinlich war mit „Élivágar“ ursprünglich das Urmeer gemeint, das die bekannte Welt umgab und in Norden mit dem kalten und gefährlichen Nordpolarmeer assoziiert wurde.